# Max Topas – Das Buch der Kristallkinder
Max Topas – Das Buch der Kristallkinder ist ein mehrfach preisgekrönter Kinderfilm des deutschen Regisseurs Michael W. Driesch (auch „Doc Miguel“ genannt) aus dem Jahr 2018, basierend auf dem gleichnamigen Roman von Miguel G. Baldío. Eine Vorpremiere fand am 9. November 2017 in Düsseldorf statt. Der Film startete im April 2018 in deutschen Kinos und war Eröffnungsfilm des 30. Bielefelder Kinderfilmfests 2018. Am 24. August 2019 fand die US-Premiere auf dem Buffalo Dreams Fantasy Film Festival im US-Bundesstaat New York statt.

## Handlung
Der 9-jährige Max Topas wacht eines Morgens auf und stellt fest, dass seine Eltern und seine Schwester verschwunden sind. Ein seltsamer Mann, der sich Monsieur Quidam nennt, erscheint und erklärt ihm, dass er die drei verflucht habe und Max sie nur wiedersähe, wenn er ihm innerhalb von zwei Stunden das Buch der Kristallkinder besorge. Quidam gibt dem Jungen die Visitenkarte einer „Madame Edda“, die ihm helfen werde, die Angelegenheit zu verstehen. Von Edda erfährt Max, dass er ein sogenanntes Kristallkind mit besonderen Fähigkeiten ist. Und so begibt er sich mit Eddas Hilfe nicht nur in ein besonderes Traumland, sondern dank seiner besonderen Kraft innerhalb einer Stunde auch nach Florida und Neuseeland, um das besondere Buch zu suchen, damit er seine Familie retten kann.
Der Film spannt einen zeitlichen Bogen vom Jahr 1516, dem Zeitpunkt, an dem das Buch der Kristallkinder zum letzten Mal gesehen wurde, bis ins Jahr 2063, in dem der mittlerweile ergraute Max Topas von seinen Erlebnissen als Kind berichtet.

## Hintergrund
Im Jahr 2015 drehte Driesch mit 9- und 10-jährigen Kindern der Düsseldorfer Max-Schule einen Kurzfilm über sechs Superhelden. Im Rahmen dieses Projekts entdeckte er einige junge Schauspieltalente, so dass er den Entschluss fasste, mit ihnen einen abendfüllenden Spielfilm zu drehen.  Vorlage dafür wurde der Roman Max Topas – Das Buch der Kristallkinder, den er unter dem Pseudonym Miguel G. Baldio geschrieben hatte, und dessen Handlung für die Verfilmung stark reduziert wurde. Von Sommer 2016 bis Frühjahr 2017 wurde an 51 Drehtagen in einem Düsseldorfer Studio sowie an Original-Locations in Deutschland, Spanien und den USA gedreht. Der Film wurde unabhängig produziert, und zur Finanzierung der finalen Tonmischung sowie der Komposition der Filmmusik startete im Frühjahr 2017 ein Crowdfunding-Projekt bei Startnext.
Nach zahlreichen Testscreenings während der Produktion, mit denen Driesch unter anderem den Kölner Filmverleih W-film für den Film interessierte, gab es am 9. November 2017 in Düsseldorf eine Vorpremiere. Aufgrund der sehr positiven Zuschauerreaktionen konnte W-film überzeugt werden, den Film in Deutschland in Kinos zu bringen. Die deutsche Kinopremiere fand am 29. April 2018 statt.

## Besonderheit
Von der ersten Idee, über Vorproduktion und Dreh bis zur Fertigstellung des Films benötigte Driesch nur 13 Monate. Dabei machte er den Film de facto im Alleingang. Gedreht wurde in den meisten Fällen mit einem Ein-Mann-Team: Driesch führte Regie, war Kamera- und Tonmann in Personalunion. Weite Teile des Films entstanden dabei im Greenscreen-Studio. An einigen Drehtagen war der Darsteller des Monsieur Quidam, Steffen Gräbner, als Schauspielcoach für die Kinder dabei. Auch Filmschnitt, 3D-Modeling, Compositing und Farbkorrektur führte Driesch durch, lediglich drei der benötigten 3D-Sets ließ er extern von 3D-Artists erstellen, und für einige Visuelle Effekte hatte er an fünf Tagen einen Spezialisten an seiner Seite. Nur das Sounddesign, die Filmmusik und die Tonmischung wurden komplett extern realisiert.

## Zitate aus anderen Filmen
Der Film zitiert an einigen Stellen Filmklassiker: Die erste Begegnung im Traumland und das alte Fernsehgerät bei Madame Edda verweisen auf die „Construct-Scenes“ in Matrix. Das Geräusch der Maske, die Monsieur Quidam einige Male nutzen muss, um seine Stimme zu erhalten, ist eine Kopie des Atemgeräuschs von Darth Vader aus Krieg der Sterne. Der riesige Computer, den Mila im Traumland erschaffen hat, heißt „,H.A.L.“ („Habe alle Lösungen“), wie der legendäre Computer HAL 9000 aus 2001: Odyssee im Weltraum, und hat auch dessen berühmtes rote Auge. Die ungewöhnliche Interpunktion im Schriftzug (ein Komma und drei Punkte) ist eine Visualisierung der „9000“. Die ursprüngliche Uhrzeit, zu der Max Topas das Buch der Kristallkinder an Monsieur Quidam übergeben soll, ist 10:05 Uhr – eine Minute nach dem Blitzeinschlag in die Rathausuhr in Zurück in die Zukunft. Die Introszene des Films ist eine Reverenz an die Eröffnungssequenz in Ex Machina.

## Soundtrack
Die Filmmusik wurde vom deutschen Dirigenten und Komponisten Michael Klubertanz geschrieben. Sie orientiert sich an den klassischen, orchestralen Scores großer Fantasy- und Abenteuerproduktionen, unter anderem ergänzt durch einen Knabenchor, Glasflöten, eine Kirchenorgel und elektronische „Dampfinstrumente“.
Filmmusikkritiker Mihnea Manduteanu lobt die Komposition als „eine entzückende und ansteckende Fantasy-Partitur. Mit wundersamen Traumfiguren, spektakulären Action-Momenten und verspielten Motiven, die tief in die Geschichte eintauchen lassen, ist Michael Klubertanz' Filmmusik zu Max Topas eine Offenbarung im Jahr 2017.“

## Auszeichnungen
- Filius e. V. Düsseldorf: Bester Kinderfilm 2017[17]
- 30. Bielefelder Kinderfilmfest 2018: Bester Film (Juryentscheid)
- 30. Bielefelder Kinderfilmfest 2018: 3. Platz Publikumspreis[18]
- Virgin Spring Cinefest 2019: Gold Award in der Rubrik Familien- und Kinder-Film[19]
- Offizielle Auswahl für das US-amerikanische Metalfestival "Kids First!" (50 teilnehmende Kinderfilmfeste)[19]
- Calcutta International Cult Film Festival 2019: Best Childrens Movie[17]
- South Film and Arts Academy Festival: Best Fantastic Feature, Best Supporting Actor und Best Child Actor[17]
- Florence Film  Awards: Best Director of a Feature Film (Michael W. Driesch)[17]
- Best Actors Award: Bester Kinderdarsteller (Max Driesch)[17]
- Hollywood Blood Horror Festival: Bester Kinderdarsteller (Max Driesch)[17]
- San Diego International Kids Film Festival 2019: Best Mixed Media[17]
- Global Film Festival Awards, Los Angeles 2019: Best Child Actor (Max Driesch)[17]
- Best Actors Film Festival, Walnut Creek 2020: Best Actor in a Feature Film (Max Driesch)[17]
- Vegas Movie Awards, Las Vegas 2021: Best Child Actor (Max Driesch)[17]

## Kritiken
„… einfach nur spannend und sehr intelligent gemacht.“

„Ein ganz simpel und einfach erzählter Film, der mit den Erwartungen und Ängsten der Zuschauer spielt und brillant funktioniert.“

„Alles was ein Kinderfilm braucht: Gute Geschichte, Spannung, tolle Bilder, klasse Schauspieler …“

„Das ist ein traumhaftes, verzauberndes Märchen, wundervoll erzählt. Hut ab vor Regisseur Michael W. Driesch und seinen talentierten Schauspielern, dass sie so eine großartige Geschichte auf die Leinwand gebracht haben.“